# Zatoka Pegaza
Zatoka Pegaza (ang. Pegasus Bay) – zatoka na wschodnim wybrzeżu Wyspy Południowej w Nowej Zelandii.
Zatoka ma piaszczyste plaże, leży pomiędzy ujściem rzeki Waipara a Półwyspem Banksa (Banks Peninsula). Na południowym skraju zatoki położone jest miasto Christchurch. Nazwa zatoki pochodzi od imienia żaglowca – The Pegasus – badającego tę część wybrzeża Wyspy Południowej w 1809. Nazwę zatoce nadał William Stewart, pierwszy oficer brygu Pegasus. Kapitan statku S. Chase wykazał, że występująca na mapach Jamesa Cooka "Wyspa Banksa" (Banks Island) w rzeczywistości jest półwyspem, dlatego na niektórych mapach (jak na mapie z roku 1832 po lewej) zatokę tę opisywano jako "Błąd Cooka czyli Zatoka Pegaza" (Cook's Mistake or Pegasus Bay). Obok mapa opracowana przez samego Cooka, na której widoczny jest ten błąd – "Wyspa" Banksa.

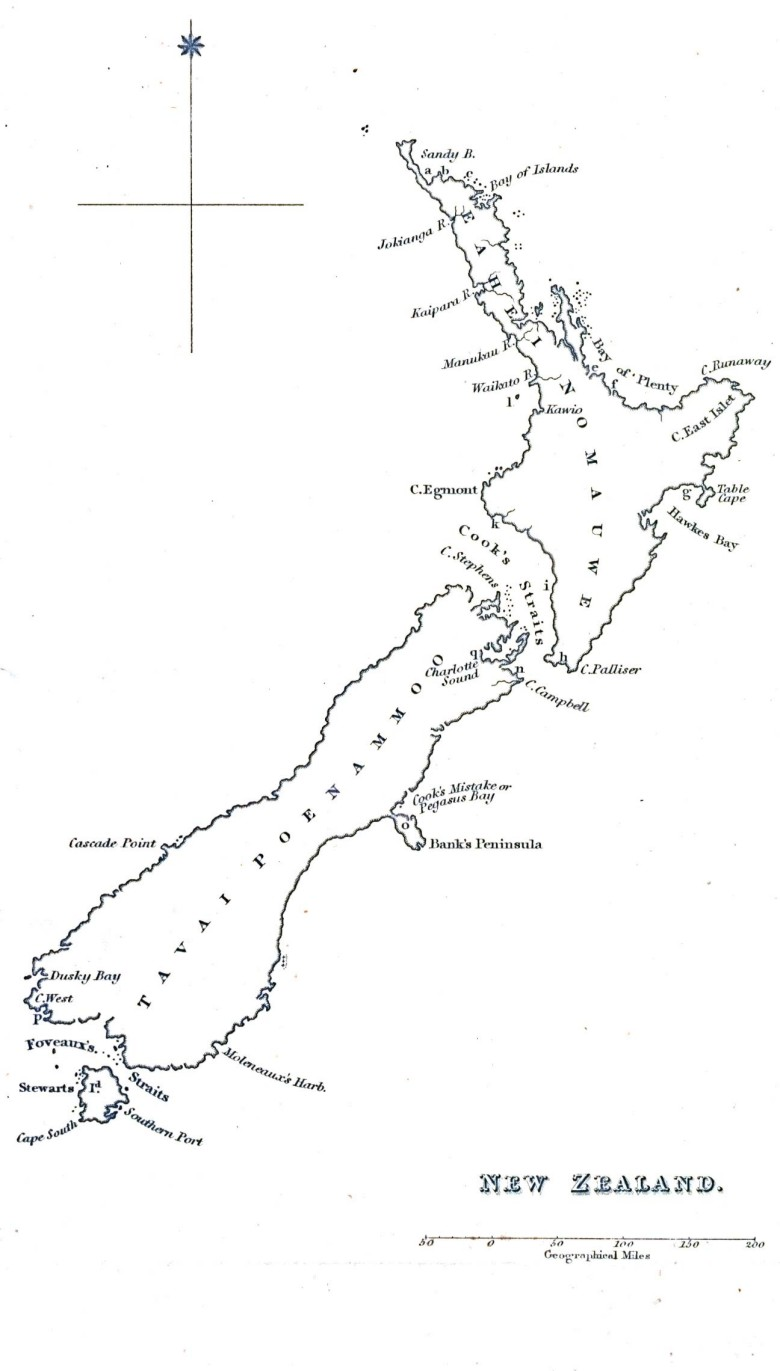
Zatoka opisana jako Cook's Mistake or Pegasus Bay
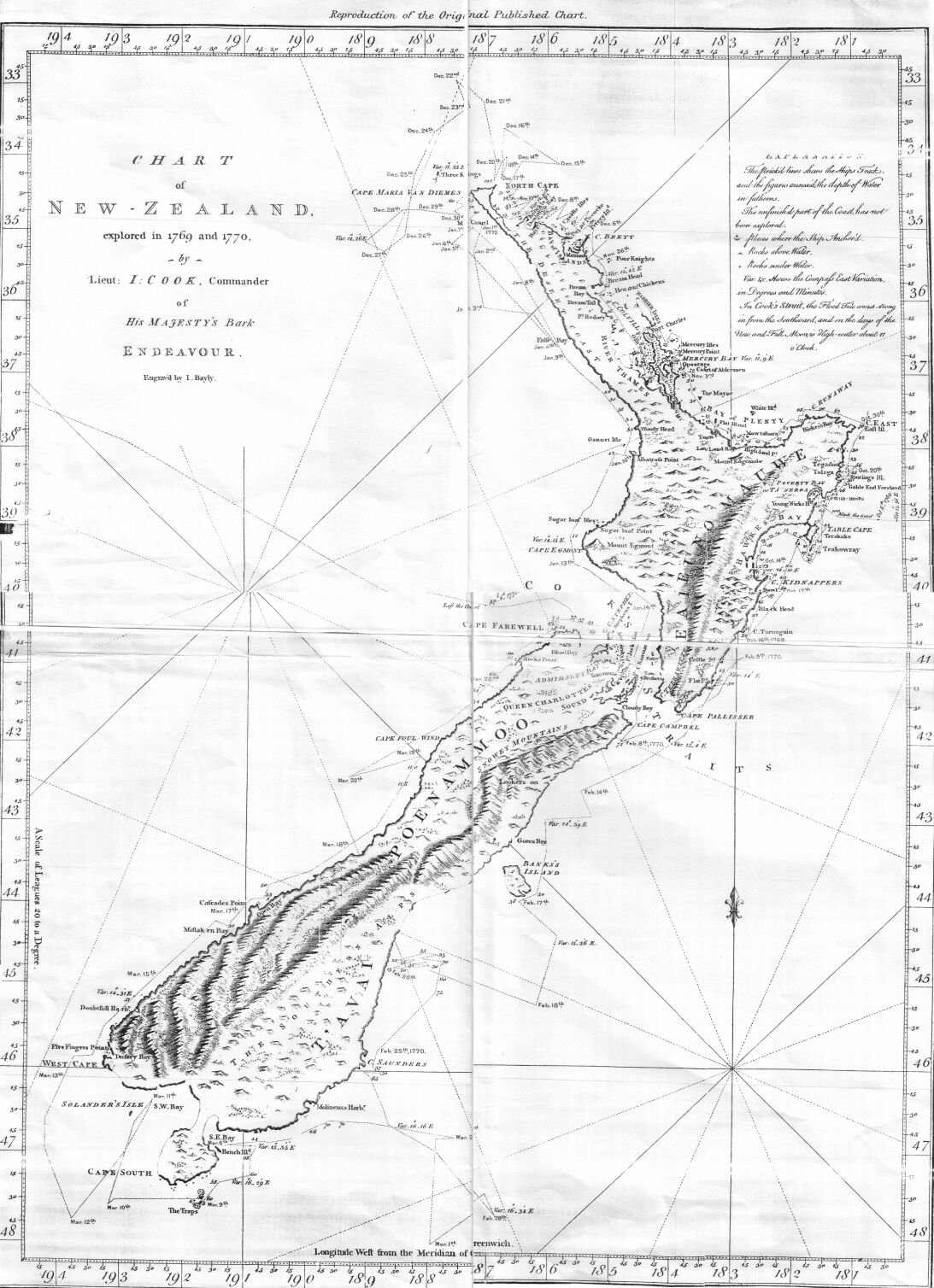
Mapa opracowana na podstawie map Cooka z 1770; widoczna jest "Wyspa Banksa"
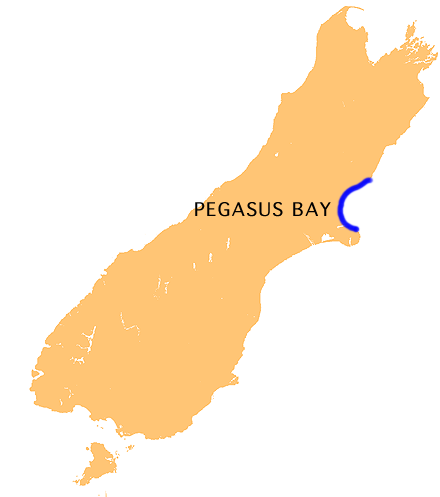
Położenie Zatoki Pegaza